# Tang Tang
Tang Tang è un videogioco a piattaforme in stile rompicapo sviluppato da Excellent Soft Design e pubblicato da ESD Co., Ltd. per arcade nel 2000 ed in seguito convertito da GameVision Corporation per la console portatile Game Boy Advance nel 2001 dove uscì ad opera di Take Two Interactive.

## Trama
La storia è ambientata nel 3025 dove i pianeti in pace fra loro istituiscono un'associazione che porta il nome di TANG (The Associated Nexus of Galaxies), la quale viene in seguito minacciata da diverse orde di invasori che intendono rubare i Cristalli di energia del loro pianeta per utilizzarli per i propri scopi. L'associazione non riuscendo a contrastare i nemici si vede costretta a rivolgersi a quattro soldati cyborg (rispettivamente di colore giallo, blu, rosso e verde) noti come Tangibili per via delle loro capacità innate di poter far apparire dal nulla dei blocchi solidi. Il compito di questi eroi è quello di fare uso delle proprie capacità per recuperare i Cristalli e sconfiggere una volta per tutte i malvagi alieni.

## Modalità di gioco
Lo stile di gioco è molto simile a quello utilizzato nel titolo arcade Solomon's Key, dove in questo caso bisognerà impersonare uno dei quattro soldati cyborg, il cui sprite sarà in stile super deformed, e guidarlo attraverso i vari livelli utilizzando l'abilità di far apparire dei blocchi dal nulla per avanzare, eliminare ostacoli, bloccare nemici e raggiungere il termine dell'area.

## Accoglienza
| Testata                            | Versione | Giudizio |
| ---------------------------------- | -------- | -------- |
| Metacritic (media al 18-03-2020)   | GBA      | 56/100   |
| GameRankings (media al 09-12-2019) | GBA      | 57.18%   |
| Nintendo Power                     | GBA      | 3.5/5    |
| Gaming Target                      | GBA      | 6/10     |
| DS Central                         | GBA      | 1/5      |
| GameSpot                           | GBA      | 4.8/10   |
| Game Vortex                        | GBA      | 9/10     |
| Video Gamers First                 | GBA      | 3.5/10   |
| Gamer Web                          | GBA      | 6.5/10   |
| GameSpy                            | GBA      | 71/100   |
| Gaming Age                         | GBA      | C-       |
| Hot Games                          | GBA      | 3.5/5    |

Il gioco ha ricevuto recensioni miste da parte della critica, la cui media è stata appena sufficiente.
Thomas Wilde di Gaming Target gli diede un 6, affermando "Se non sei un fan dei puzzle, sentiti pure libero di saltare Tang Tang. È un gradito ritorno ai vecchi tempi del NES ma con un risultato diretto di qualcosa di datato. Con gli ulteriori problemi grafici dati dal GBA, Tang Tang affonda come una roccia". Frank Provo di GameSpot gli assegnò un 4.8 definendolo come il peggior titolo rompicapo pubblicato dopo Hello Kitty Cube Frenzy.
Giudizi negativi furono dati anche da: DS Central con un 1, Video Gamers First un 3.5 e Gaming Age con una C-.
Altre recensioni invece più positive furono date da: Nintendo Power che gli diede un 3.5, Game Vortex un 9, Gamer Web un 6.5, GameSpy un 71/100 e Hot Games un 3.5.